# نماز آیات

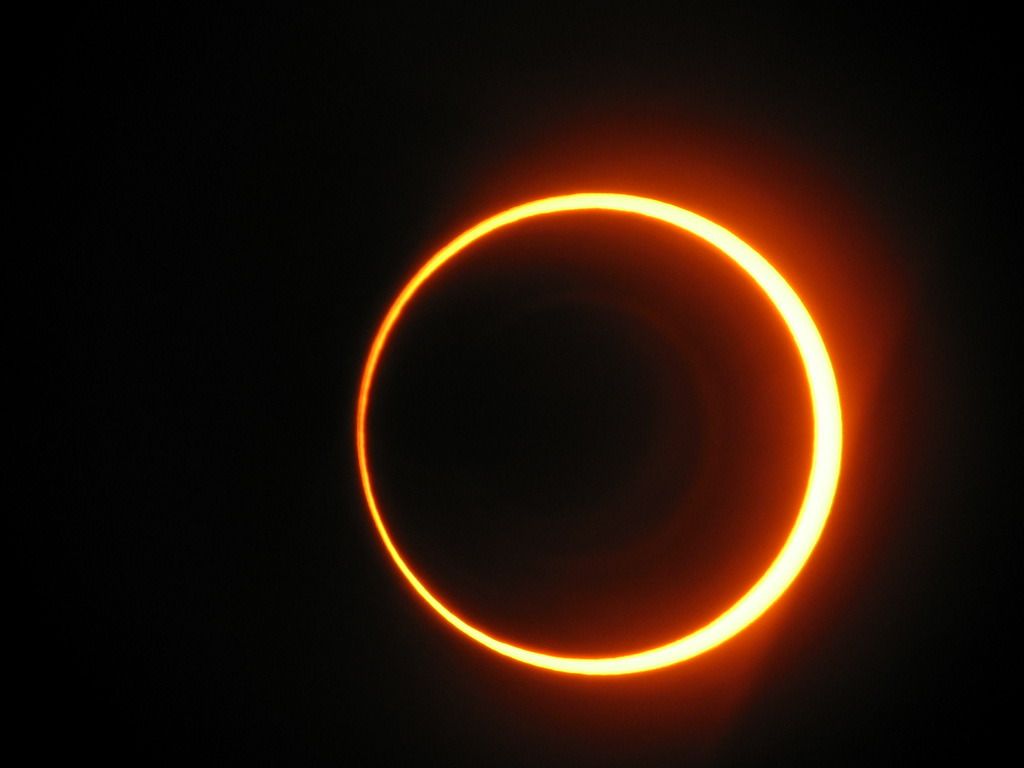
هنگام خورشیدگرفتگی خواندن نماز نشانه‌ها واجب است

نماز آیات یکی از نمازهای واجب بر مسلمانان است. این نماز، ویژهٔ زمان‌هایی خاص است که در رسالهٔ مراجع تقلید نیز آمده‌است.

## نام‌گذاری
آیات (جمع آیه یا آیت) در زبان عربی یعنی «نشانه‌ها».
این نماز را نماز آیات (نشانه‌ها) گویند، زیرا خواندنش هنگامی واجب است که حادثه‌هایی ویژه روی دهد که مسلمانان ایشان را نشانه‌های خدا می‌دانند.
در این باره حدیثی در کتاب‌های شیعی آمده‌است:
محاسن از … از امام کاظم (ع) نقل می‌کند که فرمود: هنگامی که ابراهیم پسر پیامبر خدا (ص) مُرد، در پی مرگش سه سنت برای امت (اسلام) قرار گرفت:
نخست که هنگامی که روانش از تن جدا شد، خورشید گرفت. مردم گفتند که فقط خورشید بخاطر مرگ پسر فرستادهٔ خدا گرفته‌است. پیامبر خدا پس از شنیدن این سخن بالای منبر رفت، ثنای خدا گفت سپس فرمود:
«ای مردم! همانا گرفتن خورشید و ماه نشانه‌هایی از نشانه‌های خدا است که فرمان‌بردارانه به فرمان او روان اند، برای مرگ و زندگی هیچ‌کس نمی‌گیرند. پس هرگاه یکی یا هردو گرفت، نماز [آیات] بگزارید.». پس از منبر پایین آمد و با مردم نماز خورشیدگرفتگی (کسوف) گزاردند…
از آن زمان، نماز آیات بر مسلمانان واجب گشت.

## نظر مذهب‌های اسلامی
شیعیان نماز آیات را واجب می‌دانند.
به‌ظاهر اهل سنت دربارهٔ واجب بودن نماز آیات با هم اختلاف دارند. گویا اهل سنت خواندن نماز آیات را مستحب و شایسته می‌دانند و آن را به جماعت می خوانند.

## موردهای گزاردن نماز آیات

تا وقتی ماه یا خورشید باز شدن آغاز نکرده، خواندن نماز آیات واجب است

اگر اتفاقات زیر در جایی که فردی هست پدیدار گردد، برای او نماز آیات طبق نظر شیعه واجب است:
1. گرفتن خورشید (کسوف):اگر چه مقدار گرفتگی کم باشد و کسی هم نترسد.
2. گرفتن ماه (خسوف):اگر چه مقدار گرفتگی کم باشد و کسی هم نترسد.
3. زمین‌لرزه:اگر چه کسی هم نترسد.
4. آذرخش و صاعقه
5. بادهای سرخ و سیاه
6. و حوادث طبیعی دیگر در صورتی‌که موجب رعب و وحشت اکثر مردم شود.

## احکام نماز آیات
- در صورتی که دو یا چند حادثه از حوادث بالا با هم اتفاق افتاد، برای هر یک از آن‌ها باید جدا گانه نماز آیات را ادا کرد.
- از وقتی که خورشید یا ماه شروع به گرفتن می‌کند انسان باید نماز آیات را بخواند و بنا بر احتیاط واجب باید به قدری تأخیر نیندازد که شروع به باز شدن کند.
- موقعی که زلزله و رعد و برق و مانند اینها اتفاق می‌افتد، انسان باید فوراً نماز آیات را بخواند و اگر نخواند معصیت کرده و تا آخر عمر بر او واجب است و هر وقت بخواند ادا است.
- چیزهایی که در نماز یومیه واجب و مستحب است، در نماز آیات هم واجب و مستحب می‌باشد.
- اگر در نماز آیات شک کند که چند رکعت خوانده و فکرش به جایی نرسد، نماز باطل است.

## چگونگی نماز آیات
نماز نشانه‌ها دو رکعت دارد و می‌توان به جماعت نیز گزارد.
نخست باید سوره‌ای را انتخاب کرده، پنج بخش کرد، به گونه‌ای که در هر بخش دست‌کم یک آیه باشد، و نمی‌توان جوری بخش کرد که تکه‌ای از آیه‌ای در بخشی باشد، مثلاً نمی‌شود یک بخش یک‌ونیم آیه باشد. در ضمن «بسم الله الرحمن الرحیم» نیز یک آیهٔ (آیهٔ کامل) حساب می‌شود. البته برخی مراجع بسم الله تنها را کافی نمی‌دانند. از ساده‌ترین و رایج‌ترین راه‌ها خواندن سورهٔ توحید است؛ که با بسم الله پنج آیه دارد.
این نماز مانند نماز صبح است، با این فرق که در هردو رکعت پس از خواندن سورهٔ حمد، باید سوره‌ای را که طبق بالا برگزیده شد. به این صورت که پس از خواندن هریک از پنج بخش، باید به رکوع رفته (هر رکعت می‌شود پنج رکوع) پس از رکوع پایانی تا آخر مانند نماز صبح ادامه دهد.
دربارهٔ چگونگی خواندن نماز آیات راه‌های گوناگون دیگر و اختلاف‌های بسیاری هست که باید برای اطلاع بیشتر و دقیق‌تر به رساله‌ها مراجعه شود.
مطالبی که در قسمت‌های بالا ذکر شد نظر اکثر مراجع تقلید می‌باشد.

## پی‌نوشت‌ها و منبع‌ها
1. ↑  بحارالانوار، علامه مجلسی، جلد ۸۸، صفحهٔ ۱۵۵، باب ششم، حدیث دوازدهم
2. ↑  متن اصلی: الْمَحَاسِنُ، عَنْ أَبِی سُمَیْنَةَ عَنْ مُحَمَّدِ بْنِ أَسْلَمَ عَنِ الْحُسَیْنِ بْنِ خَالِدٍ قَالَ سَمِعْتُ أَبَا الْحَسَنِ مُوسَی بْنَ جَعْفَرٍ ع یَقُولُ لَمَّا قُبِضَ إِبْرَاهِیمُ بْنُ رَسُولِ اللَّهِ ص جَرَتْ فِی مَوْتِهِ ثَلَاثُ سُنَنٍ أَمَّا وَاحِدَةٌ فَإِنَّهُ لَمَّا قُبِضَ انْکَسَفَتِ الشَّمْسُ فَقَالَ النَّاسُ إِنَّمَا انْکَسَفَتِ الشَّمْسُ لِمَوْتِ ابْنِ رَسُولِ اللَّهِ ص فَصَعِدَ رَسُولُ اللَّهِ ص الْمِنْبَرَ فَحَمِدَ اللَّهَ وَ أَثْنَی عَلَیْهِ ثُمَّ قَالَ أَیُّهَا النَّاسُ إِنَّ کُسُوفَ الشَّمْسِ وَ الْقَمَرِ آیَتَانِ مِنْ آیَاتِ اللَّهِ یَجْرِیَانِ بِأَمْرِهِ مُطِیعَانِ لَهُ لَا یَنْکَسِفَانِ لِمَوْتِ أَحَدٍ وَ لَا لِحَیَاتِهِ فَإِذَا انْکَسَفَا أَوْ أَحَدُهُمَا صَلُّوا ثُمَّ نَزَلَ مِنَ الْمِنْبَرِ فَصَلَّی بِالنَّاسِ صَلَاةَ الْکُسُوفِ</

احکام نماز آیات